# 羅曼·斯塔羅沃伊特
羅曼·弗拉基米羅維奇·斯塔羅沃伊特（羅馬化：Roman Vladimirovich Starovoyt；1972年1月20日—2025年7月7日），俄羅斯政治人物，曾於2024年5月至2025年7月出任俄羅斯聯邦交通運輸部部長。在此之前，他曾任庫爾斯克州州長（2019年至2024年）、俄羅斯聯邦交通運輸部副部長，以及該部聯邦公路局局長，並為統一俄羅斯成員。
他擁有俄羅斯文職體系中一級現役國家顧問的官階。

## 生平
斯塔羅沃伊特1972年1月20日生於庫爾斯克市，父親弗拉基米爾·亞歷山德羅維奇·斯塔羅沃伊特曾在庫爾斯克核電廠工作。1974年，父親調到列寧格勒州索斯諾維博爾市的列寧格勒核電站任職，斯塔羅沃伊特也在當地成長。
他1995年畢業波羅的海國立技術大學，主修「脈衝熱發動機」；2008年，再於西北管理學院取得國家及市政管理學位。2012年，他在俄羅斯內政部莫斯科大學完成以《冬季多項全能運動員訓練的創新方法學》為題的教育科學候選人學位論文答辯。2019年，他完成俄羅斯聯邦總統國民經濟與國家行政學院高級公務員學院的人才儲備管理培訓課程。
1995年，他擔任JSC區域投資機構執行董事；同年起至2001年，出任資產管理公司NPF Promyshlenny總幹事。2002年至2005年，他創立並領導建築公司Stroyinvest。
2005年至2007年，他出任聖彼得堡市政府投資與戰略項目委員會投資者關係部主管；其後於2007年至2010年，升任該委員會第一副主席。2010年至2012年間，他在俄羅斯聯邦政府辦公廳擔任產業與基礎設施部副主任。
他於2022年離婚。育有兩女。

## 事蹟
2012年11月22日，斯塔羅沃伊特獲任命為聯邦公路局局長；2018年10月1日起，擔任俄羅斯聯邦交通運輸部副部長。
2018年10月11日，隨着亞歷山大·米哈伊洛夫辭職，他接任庫爾斯克州代理州長。在2019年9月8日舉行的統一投票日州長選舉中，他以81.07%的高票率首輪勝出，正式當選州長，任期至2024年結束。
2024年5月14日，他獲俄羅斯總統弗拉基米爾·普京任命為俄羅斯聯邦交通運輸部部長。
2025年7月7日，普京宣佈免去斯塔羅沃伊特的部長職務。數小時後，他被發現在莫斯科州奧金佐沃區拉茲多里村附近的馬列維奇公園車內中槍身亡。據俄羅斯多間媒體報道，斯塔羅沃伊特可能因面臨一宗涉嫌大規模詐騙的刑事調查而自盡。據悉，該調查涉及庫爾斯克州前州長阿列克謝·斯米爾諾夫（即他的後一任庫爾斯克州州長）的供詞，斯米爾諾夫於2024年12月遭免職，並於2025年4月被捕。報道指，斯塔羅沃伊特疑以通過內務部授予的獎勳手槍飲彈自殺。

## 榮譽
- 友誼勳章（2020年）[14]
- 獎勳手槍—俄羅斯聯邦內政部9毫米馬卡洛夫手槍（2023年10月18日）[15]

## 制裁
自2022年7月起，斯塔羅沃伊特因支持俄羅斯入侵烏克蘭，被英國列入制裁名單，當中針對的是「支持普京在烏克蘭扶植傀儡政權的俄羅斯官員」。
2022年8月19日，加拿大亦將斯塔羅沃伊特納入制裁名單，指其屬於「政權的親密核心人士，參與俄羅斯當局對烏克蘭的侵略行動」。
2022年12月15日，美國宣佈對斯塔羅沃伊特實施制裁，理由是他「呼籲俄羅斯公民參加戰爭，以響應俄羅斯近期的動員令」。
同年10月19日，烏克蘭亦將斯塔羅沃伊特列入制裁名單，指他作為國家機關負責人，支持、鼓勵及公開贊同俄羅斯對烏克蘭發動的軍事行動，以及對平民進行種族滅絕的政策。
此外，澳洲和紐西蘭亦基於相同原因，對他實施制裁。